# Le Quiou
Le Quiou település Franciaországban, Côtes-d’Armor megyében. Lakosainak száma 355 fő (2022. január 1.). Le Quiou Évran, Plouasne, Saint-André-des-Eaux, Saint-Juvat és Tréfumel községekkel határos.

## Népesség
A település népességének változása:
| Lakosok száma | 331  | 313  | 286  | 321  | 330  | 314  | 305  | 333  | 347  | 355  |
|               | 1968 | 1982 | 1990 | 2006 | 2013 | 2015 | 2017 | 2019 | 2020 | 2022 |